# Clermont (Alta Savoia)
Clermont és un municipi francès situat al departament de l'Alta Savoia i a la regió d'Alvèrnia-Roine-Alps. L'any 2007 tenia 390 habitants.

## Demografia

### Població
El 2007 la població de fet de Clermont era de 390 persones. Hi havia 140 famílies de les quals 24 eren unipersonals (4 homes vivint sols i 20 dones vivint soles), 32 parelles sense fills, 72 parelles amb fills i 12 famílies monoparentals amb fills.
La població ha evolucionat segons el següent gràfic:
Habitants censats

### Habitatges
El 2007 hi havia 173 habitatges, 142 eren l'habitatge principal de la família, 27 eren segones residències i 4 estaven desocupats. 163 eren cases i 9 eren apartaments. Dels 142 habitatges principals, 116 estaven ocupats pels seus propietaris, 20 estaven llogats i ocupats pels llogaters i 6 estaven cedits a títol gratuït; 1 tenia una cambra, 2 en tenien dues, 15 en tenien tres, 41 en tenien quatre i 83 en tenien cinc o més. 112 habitatges disposaven pel capbaix d'una plaça de pàrquing. A 41 habitatges hi havia un automòbil i a 91 n'hi havia dos o més.

### Piràmide de població
La piràmide de població per edats i sexe el 2009 era:
| Homes | Edats   | Dones |
| ----- | ------- | ----- |
| 0     | 95 o +  | 0     |
| 0     | 90 a 94 | 0     |
| 0     | 85 a 89 | 0     |
| 4     | 80 a 84 | 0     |
| 4     | 75 a 79 | 8     |
| 0     | 70 a 74 | 4     |
| 12    | 65 a 69 | 8     |
| 4     | 60 a 64 | 8     |
| 4     | 55 a 59 | 12    |
| 8     | 50 a 54 | 0     |
| 16    | 45 a 49 | 4     |
| 12    | 40 a 44 | 16    |
| 28    | 35 a 39 | 12    |
| 20    | 30 a 34 | 28    |
| 8     | 25 a 29 | 8     |
| 0     | 20 a 24 | 4     |
| 16    | 15 a 19 | 8     |
| 12    | 10 a 14 | 8     |
| 8     | 5 a 9   | 12    |
| 20    | 0 a 4   | 20    |

## Economia
El 2007 la població en edat de treballar era de 253 persones, 212 eren actives i 41 eren inactives. De les 212 persones actives 208 estaven ocupades (117 homes i 91 dones) i 4 estaven aturades (2 homes i 2 dones). De les 41 persones inactives 13 estaven jubilades, 15 estaven estudiant i 13 estaven classificades com a «altres inactius».

### Ingressos
El 2009 a Clermont hi havia 148 unitats fiscals que integraven 422,5 persones, la mediana anual d'ingressos fiscals per persona era de 19.653 €.

### Activitats econòmiques
Dels 22 establiments que hi havia el 2007, 2 eren d'empreses de fabricació d'altres productes industrials, 5 d'empreses de construcció, 3 d'empreses de comerç i reparació d'automòbils, 2 d'empreses de transport, 1 d'una empresa d'hostatgeria i restauració, 1 d'una empresa d'informació i comunicació, 1 d'una empresa financera, 1 d'una empresa immobiliària, 3 d'empreses de serveis, 1 d'una entitat de l'administració pública i 2 d'empreses classificades com a «altres activitats de serveis».
Dels 8 establiments de servei als particulars que hi havia el 2009, 1 era una oficina de correu, 1 taller de reparació d'automòbils i de material agrícola, 2 fusteries, 1 lampisteria, 2 electricistes i 1 restaurant.
L'any 2000 a Clermont hi havia 16 explotacions agrícoles que ocupaven un total de 258 hectàrees.

## Equipaments sanitaris i escolars
El 2009 hi havia una escola elemental integrada dins d'un grup escolar amb les comunes properes formant una escola dispersa.

## Poblacions més properes
El següent diagrama mostra les poblacions més properes.